# Anahuac, Texas
Anahuac là một thành phố thuộc quận Chambers, tiểu bang Texas, Hoa Kỳ. Năm 2010, dân số của xã này là 2243 người.

## Dân số
- Dân số năm 2000: 2210 người.
- Dân số năm 2010: 2243 người.